# Donny Warmerdam
Donny Warmerdam (Sassenheim, 2 januari 2002) is een Nederlands voetballer die als middenvelder voor De Graafschap speelt.

## Clubcarrière

### Ajax
Donny Warmerdam speelde in de jeugd van RKVV Teylingen en AFC Ajax. Hij debuteerde in het betaald voetbal voor Jong Ajax op 30 augustus 2020, in de met 0-4 verloren thuiswedstrijd tegen Roda JC Kerkrade. Hij begon in de basis en speelde de hele wedstrijd. Op 11 maart 2022 was hij voor het eerst aanvoerder van Jong Ajax.

### De Graafschap
Medio 2023 maakte Warmerdam de overstap naar De Graafschap. Hij debuteerde op 11 augustus 2023 tegen ADO Den Haag (0-0). 

## Statistieken

### Beloften
| Seizoen         | Club            | Competitie      | Competitie | Competitie | Beker | Beker | Internationaal | Internationaal | Totaal | Totaal |
| Seizoen         | Club            | Competitie      | Wed.       | Dlp.       | Wed.  | Dlp.  | Wed.           | Dlp.           | Wed.   | Dlp.   |
| --------------- | --------------- | --------------- | ---------- | ---------- | ----- | ----- | -------------- | -------------- | ------ | ------ |
| 2020/21         | Jong Ajax       | Eerste divisie  | 22         | 0          | —     | —     | —              | —              | 22     | 0      |
| 2021/22         | Jong Ajax       | Eerste divisie  | 24         | 0          | —     | —     | —              | —              | 24     | 0      |
| 2022/23         | Jong Ajax       | Eerste divisie  | 36         | 5          | —     | —     | —              | —              | 36     | 5      |
| 2023/24         | De Graafschap   | Eerste divisie  | 37         | 4          | 2     | 0     | 2              | 0              | 41     | 4      |
| 2024/25         | De Graafschap   | Eerste divisie  | 32         | 4          | 3     | 0     | 0              | 0              | 35     | 4      |
| Carrière totaal | Carrière totaal | Carrière totaal | 151        | 13         | 5     | 0     | 2              | 0              | 158    | 13     |

Bijgewerkt op 12 april 2025.